# Língua cuangali
Cuangali (RuKwangali) é uma língua banta falada na Namíbia junto ao rio Cubango e em Angola.